# Gianfrancesco I Gonzaga
Gianfrancesco (I) Gonzaga, także Jan Franciszek Gonzaga – władca Mantui od 1407 do 1444, do 1433 tytułujący się jako kapitan ludu (lord), następnie jako markiz, gonfaloniere papieski. Był także kondotierem.

## Życiorys
Urodził się w 1395 jako pierwsze dziecko władcy Mantui, Franciszka I z rodu Gonzagów oraz jego drugiej żony Małgorzaty Malatesty, pochodzącej z rodziny władającej Rimini.
Już w wieku 4 lat stracił matkę, a w 1407 – także ojca, po którego śmierci objął władzę. W rządzeniu wspierał go wuj, Karol I Malatesta, sprzymierzeniec Wenecji, która zapewniła 150-osobowy kontyngent do ochrony jego władzy w Mantui. Od młodości odwdzięczał się Wenecjanom służbą wojskową, wykorzystując swe talenty dowódcze. Dla Gonzagów uzyskał przejściowo od wielu lat niezdobyte Asola i Lonato. Na trwałe uzyskał też dla księstwa Viadana, Ostiano, Isola Dovarese i Rivarolo Mantuano, zdobyte kosztem rodziny Cremona Cavalcabò. Wzmacniał swą pozycję wielokrotnie służąc jako kondotier dla: antypapieża Jana XXIII (1413), rodziny Malatesta (1416-8), Republiki Weneckiej (1415, 1431, 1437), Księstwa Mediolanu (1438), Państwa Kościelnego (1443). Od 1432 nosił nawet tytuł dowódcy (Capitano Generale) armii weneckiej.

## Pierwszy markiz Mantui
W 1433 cesarz Zygmunt Luksemburski nadał mu tytuł markiza, którym następnie cieszyli się jego następcy. Z tej okazji Gianfrancesco kazał wybić pamiątkowy medal, zachowany do dzisiaj.

## Mecenat i patronat
Za jego rządów w Mantui przebywał słynny humanista Vittorino da Feltre, który edukował dzieci Gianfrancesco. Pomógł on też przy tworzeniu systemu edukacji dla biednych, który nazwał „per l'amor de Dio” („z miłości do Boga”). Za rządów Jana Franciszka do miasta przybywali twórcy i artyści renesansowi, m.in. Jacopino de Tradate, Leone Battista Alberti i Pisanello (twórca fresków w Pałacu Książęcym w Mantui). W jego czasach markizat wyrósł na jedno z centrów odrodzenia. Założył pierwszy we Włoszech warsztat produkcji dywanów, a także kazał wznieść dzwonnicę w katedrze św. Andrzeja.

## Małżeństwo i potomstwo
Od 22 sierpnia 1409 roku był żonaty z Paolą Malatestą, córką Malatesty IV Malatesty, pana Pesaro, Fossombrone, Gradara, Jesi i Narni. Para doczekała się siedmiorga dzieci:
- Ludwika III Gonzagi (1414–1478), kolejnego markiza Mantui,
- Karola Gonzagi (ur. między 1413 a 1423[3], zm. 1478), od 1437 męża Lucii d’Este (ur. 24 marca 1419, zm. 28 czerwca 1437), córki Mikołaja III d’Este
- Cecylii Gonzagi (1425–51), zakonnica w klasztorze Santa Chiara w Mantui,
- Leon Elli Gonzagi, zakonnicy,
- Małgorzaty Gonzagi (zm. 3 lipca 1439), od stycznia 1435 żony Leonello d’Este (1407–50),
- Gianlucia Gonzagi (ur. 1421, zm. 11 czerwca 1448),
- Aleksandra Gonzagi (ur. 1427, zm. 16 stycznia 1466), męża Agnes Da Montefeltro (zm. 16 grudnia 1447), córki Guidantonio da Montefeltro, księcia Urbino.